# La Roche-aux-Fées
La Roche-aux-fées è un monumento megalitico, una sala coperta della lunghezza di 19,5 metri, che si può osservare nel territorio del comune di Essé (Ille-et-Vilaine).

## Descrizione

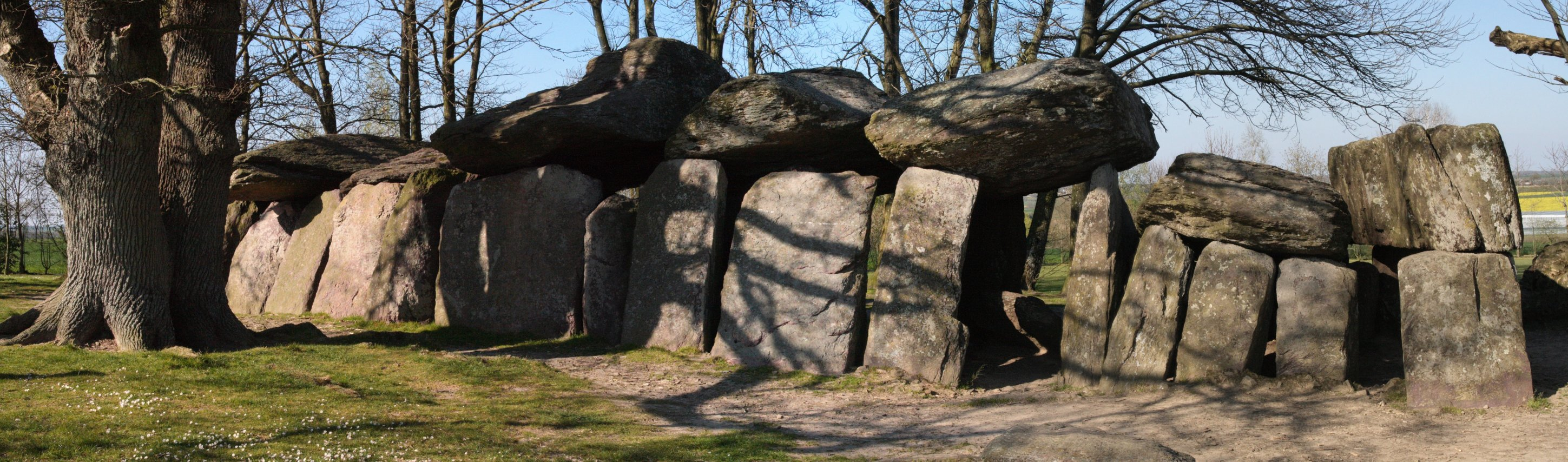
Dolmen de la Roche-aux-Fées

Il suo nome deriva da una leggenda che sostiene che le pietre che costituiscono il dolmen siano state collocate da alcune fate nella loro posizione attuale.
Un'altra credenza popolare vuole che i giovani sposi debbano fare un giro attorno al dolmen, uno da un lato e uno dall'altro, contando il numero delle pietre, e se entrambi ne contano lo stesso numero la loro unione sarà duratura.
Una marca di yoghurt, di proprietà della Unilever, si chiamava la Roche-aux-fées e scomparve nel 1988 dopo una fusione con Chambourcy. Il marchio è stato utilizzato nuovamente nel 1999 per altri prodotti alimentari.

## Bibliografia

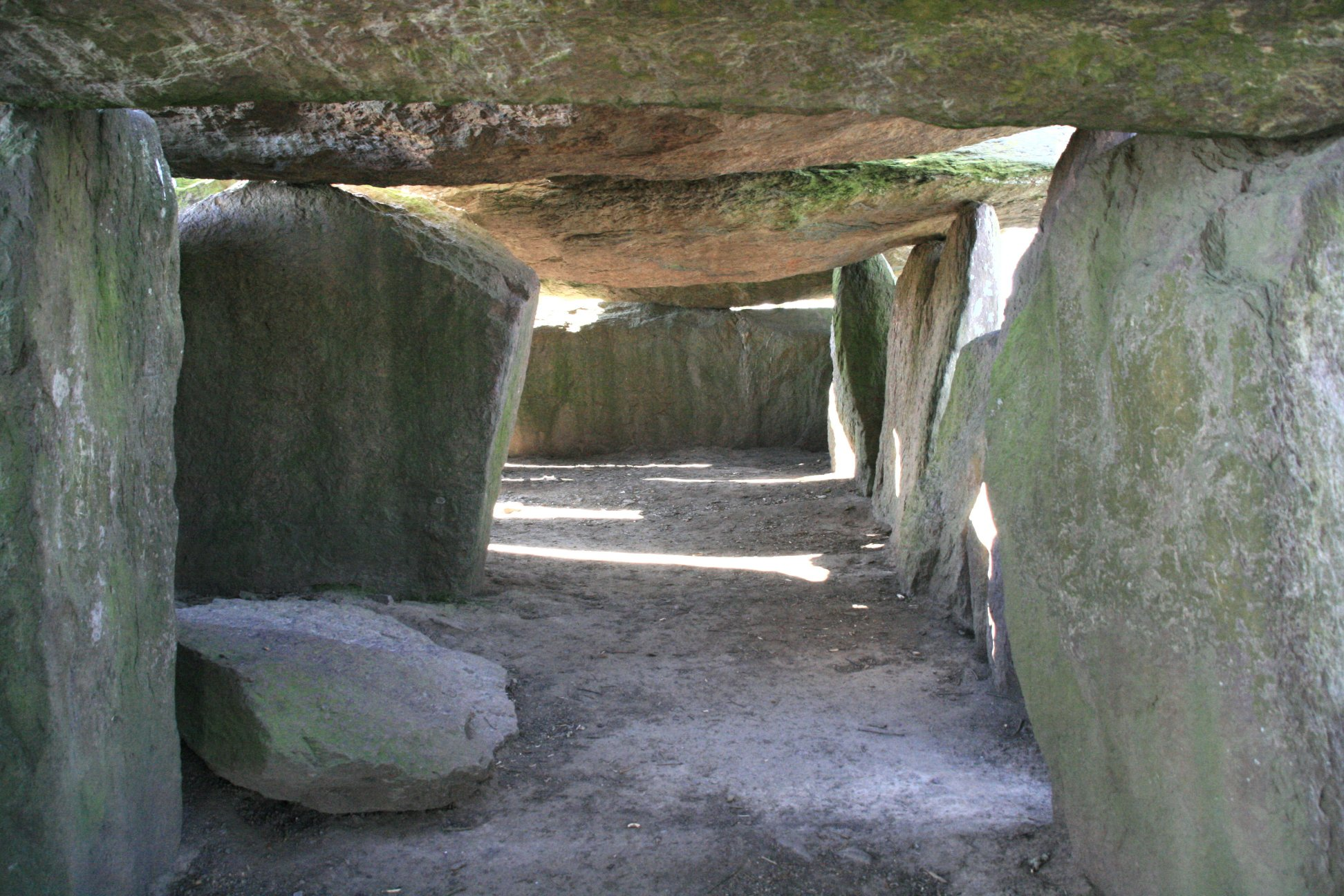
All'interno, la camera funeraria
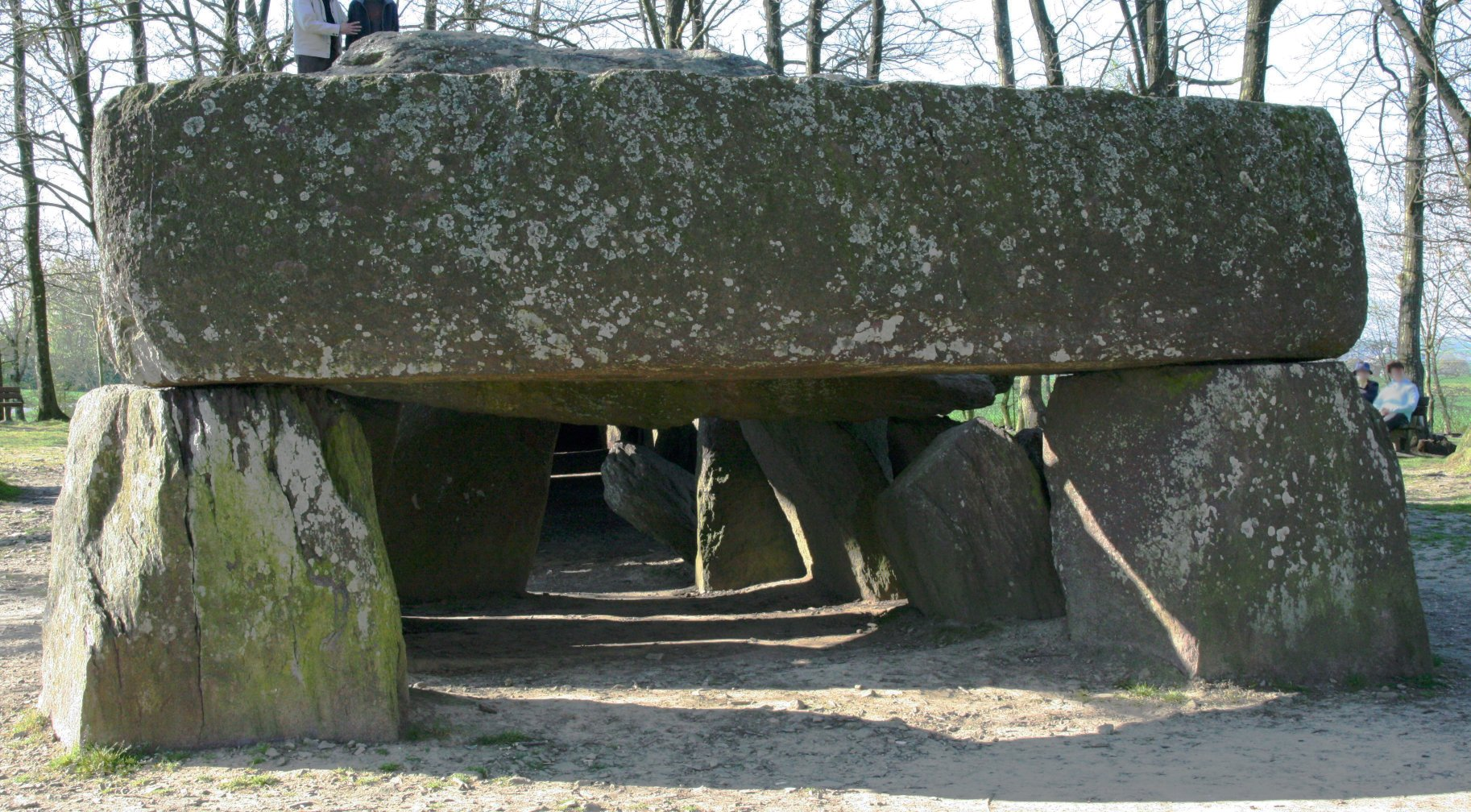
Portico d'entrata